# La Vacquerie-et-Saint-Martin-de-Castries
La Vacquerie-et-Saint-Martin-de-Castries – miejscowość i gmina we Francji, w regionie Oksytania, w departamencie Hérault.
Według danych na rok 1990 gminę zamieszkiwały 103 osoby, a gęstość zaludnienia wynosiła 2 osoby/km² (wśród 1545 gmin Langwedocji-Roussillon La Vacquerie-et-Saint-Martin-de-Castries plasuje się na 799. miejscu pod względem liczby ludności, natomiast pod względem powierzchni na miejscu 54.).

## Populacja

Populacja La Vacquerie-et-Saint-Martin-de-Castries w latach 1962-2008